# 拉西 (瓦兹河谷省)
拉西（法語：Lassy，法語發音：[lasi] ⓘ）是法国法兰西岛大区瓦兹河谷省的一个市镇，属于萨塞勒区。

## 地理
拉西（49°5'50"N, 2°26'45"E）面积1.92 平方千米，位于法国法蘭西島大區瓦兹河谷省，该省份为法国北部内陆省份，北起瓦兹省，西接厄尔省，南至塞纳-圣但尼省、上塞纳省和伊夫林省，东临塞纳-马恩省。
与拉西接壤的市镇（或旧市镇、城区）包括：勒普莱西吕扎什、埃皮奈尚普拉特勒、雅尼苏布瓦、吕扎什。

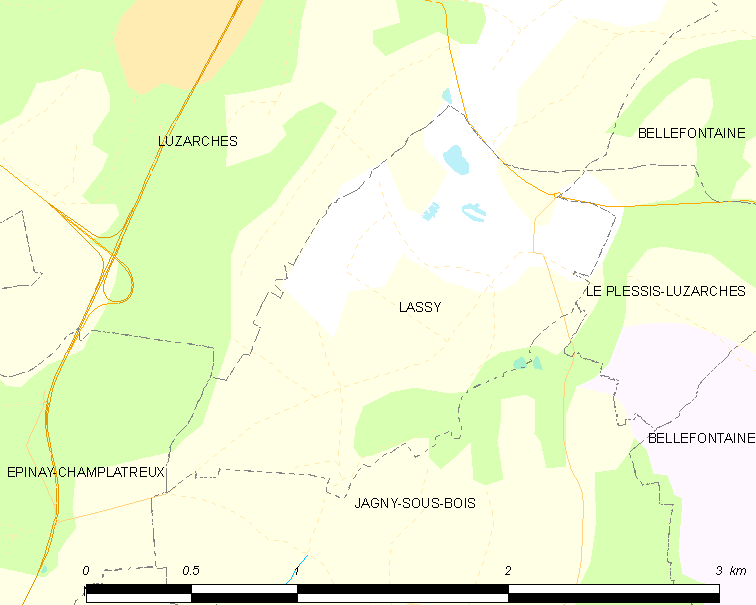
的OSM定位图

拉西的时区为UTC+01:00、UTC+02:00（夏令时）。

## 行政
拉西的邮政编码为95270，INSEE市镇编码为95331。

## 政治
拉西所属的省级选区为福斯县。

## 人口

1962-2008年间人口变化图示

拉西于2022年1月1日时的人口数量为194人。